# Goddag mit navn er lesbisk
Goddag mit navn er lesbisk er en dansk dokumentarfilm fra 2009 med instruktion og manuskript af Minna Grooss og Iben Haahr Andersen.

## Handling
Et lesbisk postmandsbryllup i provinsen, en bosnisk muslimsk københavner-dj og en moderne kernefamilie, der går til synkronsvømning. Lesbisk liv i Danmark anno 2009 er lige så varieret, mærkeligt og almindeligt, som det øvrige samfund. Filmen afspejler en mangfoldig nutid og skuer tilbage i fortiden for at undersøge, hvad danske lesbiske egentlig er - og hvordan. Gennem filmens hovedpersoner får seerne indblik i det hemmelige homoliv i 1950ernes København, i Femølejrens friere forhold til lesbisk sex og i nutids-Danmarks brede palet af valgmuligheder for lesbiske. Kvinder mellem 19 og 84 beretter om alle aspekter af livet, illustreret med udfordrende animationer, omfattende arkivmateriale og et dynamisk soundtrack.